# Crocea Mors
Crocea Mors ( latin pour « Mort jaune ») est le nom donné à l'épée de Jules César, dans une légende racontée par Geoffrey de Monmouth. Dans des versions en moyen gallois, on l'appelle Angau Coch (« Mort rouge ») ou Angau Glas (« Mort grise »). 
Selon la légende, le prince breton Nennius (en) en prend possession après son combat singulier avec César : le glaive est resté fiché dans son bouclier. Avec lui, Nennius tue tout adversaire qu'il frappe. Il meurt néanmoins quinze jours après la bataille, des suites d'une blessure à la tête infligée par César. Crocea Mors est enterrée avec lui. 